# Protanaissus longidactylus
Protanaissus longidactylus is een naaldkreeftjessoort uit de familie van de Tanaissuidae. De wetenschappelijke naam van de soort is voor het eerst geldig gepubliceerd in 1970 door Sueo M. Shiino.